# Stichting Uniek Curaçao
Stichting Uniek Curaçao (Uniek) is de Curaçaose natuurbeschermings- en milieueducatieorganisatie gevestigd in Willemstad (Curaçao) die zich inzet voor het vergroten van de kennis van het eiland op het gebied van cultuur en natuur.

## Doelen
Uniek legt de nadruk op ‘Konosé bo isla’. Dit is het kennis laten maken van de Curaçaoënaar met zijn eigen eiland, het is: ken je eigen eiland. Uniek wil de bijzondere plekken op het eiland toegankelijk maken en promoten. Uniek ondersteund buurtactiviteiten en wijkverbeteringsprojecten met onderhoud en renovatie om de leefbaarheid te vergroten. De stichting betrekt ook jongeren door samen te werken met scholen. Leerlingen gaan mee op excursie en werken mee aan onderhouds- en snoeiwerk.
In de loop der jaren is het onderhoud en de duurzame ontwikkeling van verschillende natuurgebieden op het eiland erbij gekomen. Uniek heeft het beheer van rond de 30 wandelgebieden met een veelvoud aan paden. Dit legt ook de link naar de ontwikkeling van het toerisme waarbij de nadruk vooral ligt op duurzaamheid.
De Curaçao Tourist Board  werkt samen met Uniek bij onder anderen de activiteiten van Cura Doet. Tijdens de Doet worden vrijwilligers aan projecten gekoppeld om zo maatschappelijke betrokkenheid en sociale samenhang op Curaçao te stimuleren . 

## Geschiedenis
Stichting Uniek Curaçao is in 1991 ontstaan als werkgroep tijdens een cursus van het Curaçao Tourism Development Bureau. De projectgroep die hieruit ontstond heeft diverse fototentoonstellingen georganiseerd en publicaties uitgebracht waarin Curaçao gepromoot werd.
In het najaar van 1992 werd vanuit de projectgroep de Stichting Uniek Curaçao opgericht. De oprichters werkten eerst vooral vanuit toeristisch oogpunt. Gedurende de daaropvolgende jaren is niet alleen het aanbod van excursies gegroeid, de nadruk ging ook steeds meer liggen op het laten kennismaken van de Curaçaoënaar met zijn eigen eiland: ‘Konosé bo isla’.

## Bundel over Curaçao
Uniek stelde een driedelige natuur- & cultuurbundel samen. De bundel beschrijft Bándabou, Bándariba en het centrale deel van het eiland. De hoofdonderwerpen zijn natuur, cultuur en geschiedenis van Curaçao. De inhoud van de boeken is voor bewoners en de bezoekers. Er wordt aandacht besteed aan de geschiedenis van de plantages en bario’s, ook de flora en fauna komen aan bod in de bundel. De bundels verschijnen in drie talen: Papiaments, Nederlands en Engels.

## Werkzaamheden
Uniek werkt met teams die helpen bij het onderhoud van ongeveer 30 gebieden. Dit zijn onder anderen parken, wandelgebieden, fietsroutes en kuststroken.
Team 1 – Algemeen natuuronderhoud: afval opruimen, snoeien, wegbewijzering, vervangen van kapotte middelen, wespen-detectie en toiletvoorziening.
Team 2 – Technisch onderhoud: herstel en constructie van voorzieningen
Team 3 – Zaagwerk van bomen en onderhoud natuur
Team 4 - Opzichters
Team 5 - Groep FMA/Speransa: Maken van houten bankjes/tafels/boekenkasten en wegbewijzering
Team 6 – Snoeiploeg voor diverse wandel- en fietsroutes voor wielerevents
Team 7 -IT ondersteuning
Parke Roi Rincon, Vlakte van Hato en San Pedro, Grotten Shingot en Kueba, di Pachi, Kueba di Brua(Indian),Bos di Antonio, Bull’s eye
Parke Hatu, Von Peshbaai, Vaersenbaai, Boca Uniko, Malpais, Hofi Jaminika Trail, Sint Michiel, Seru Djaka kome, Pos de Pia, Zuikertuintje, Kabouterbos, Groot Sint Joris, Roi Santu, Jan Tiel Mirado, Fort Beekenburg, Pleinchi Mangel, Quarantaine Huis, Kabrietenberg, Sorsaka, Porto Marie, Jan Kok steiger/uitkijk Flamingo’s en Salinja veld, Rif Sint Marie, Landhuis Hermanus route, Landhuis Ascencion route, Tortugatrail, Boca Patrick, Watamula, San Nicolas Abou, Behada di Daniel, Bandariba, Pos di Pia Fort Nassau, Roi Santu Midden-Seinpost, Caracasbaai schiereiland, Parke Sorsaka.

## Media
De krant Amigoe besteedt geregeld aandacht aan de activiteiten en zorgen van Uniek. Dit gaat vaak over vervuiling van natuurgebieden en vandalisme dat in de parken plaatsvindt. Radiozender Paradise FM bericht ook over de zorgen die Uniek heeft over het aanspoelen van sargassum-zeewier.  